# آرسنی تارکوفسکی
آرسنی آلکساندروویچ تارکوفسکی (روسی: Арсе́ний Алекса́ндрович Тарко́вский؛ ۲۴ ژوئن ۱۹۰۷ – ۲۷ مهٔ ۱۹۸۹) شاعر، مترجم، زبان‌شناس، و نویسنده اهل اتحاد جماهیر سوسیالیستی شوروی بود. از او به عنوان یکی از بزرگترین شاعران روسی در قرن بیستم یاد می‌شود. وی پس از مرگ برنده جایزه دولتی اتحاد شوروی شد.

آرسنی تارکوفسکی پدر کارگردان نامدار روسی آندری تارکوفسکی بود. آندری از اشعار پدرش در فیلم‌های آینه و استاکر استفاده کرده‌است.

## زندگی
آرسنی الکساندرویچ تارکوفسکی در تاریخ ۲۴ ژوئن ۱۹۰۷ در کیرووهراد امپراتوری روسیه به دنیا آمد. (کیرووهراد در حال حاضر در خاک اوکراین قرار دارد) پدرش الکساندر تارکوفسکی کارمند بانک و بازیگر غیرحرفه‌ای بود و یک انقلابی ضد تزار نارودنیک بود. مادرش ماریا دانیلونا راچکفسکایا نام داشت. در سال ۱۹۲۱ آرسنی به همراه دوستانش اشعاری دربارهٔ لنین چاپ کردند که به خاطر آن اشعار دستگیر و جهت اعدام به شهر میکولائیف اعزام شدند. آرسنی تارکوفسکی تنها کسی بود که توانست بگریزد.

در سال ۱۹۲۴ آندری به مسکو نقل مکان کرد و در روزنامه گودک مشغول به کار شد. در همان زمان با اسیپ ماندلشتام و مارینا تسوتایوا آشنا شد. در سال‌های ۱۹۲۵ تا ۱۹۲۹ مشغول به تحصیل ادبیات در دانشگاه شد. در آن زمان او اشعاری از زبان‌های ترکمنی، گرجی، ارمنی و عربی به روسی ترجمه کرد. با شروع جنگ جهانی دوم او به صورت داوطلبانه به عنوان خبرنگار جنگی در روزنامه ارتش مشغول به کار شد و در سال ۱۹۴۳ در عملیاتی از ناحیه پا مجروح شد. جراحتش در نهایت تبدیل به قانقاریا شد و پزشکان مجبور به قطع عضو وی شدند.

آرسنی تارکوفسکی آثار و اشعاری از نظامی گنجوی، ابوالعلا معری، مختوم‌قلی فراغی، سایات‌نووا، واژا پشاولا، آدام میتسکیه‌ویچ را به روسی ترجمه کرد. اولین مجموعه شعر آرسنی با نام پیش از برف در سال ۱۹۶۲ به چاپ رسید.

او که بیشتر عمرش را در مسکو سپری کرده بود در تاریخ ۲۷ مه ۱۹۸۹ در مسکو درگذشت. وی در همان سال و پس از مرگ برنده جایزه دولتی اتحاد شوروی شد.